# Hans Damm
Hans Damm (15. prosince 1860 Želeč – 18. srpna 1917 Františkovy Lázně) byl rakouský a český statkář a politik německé národnosti z Čech, na přelomu 19. a 20. století poslanec Českého zemského sněmu a Říšské rady.

## Biografie
Narodil se v Želeči na Žatecku. Studoval německou univerzitu v Praze, kde roku 1883 získal titul doktora práv. Převzal správu statku Nové Sedlo od svého otce Johanna Damma (zemřel roku 1901). Zapojil se do veřejného a politického života. Byl zvolen do okresního zastupitelstva v Žatci a stal se i okresním starostou.
Na přelomu století se zapojil i do zemské politiky (podle jiného zdroje byl zemským poslancem již od roku 1891). V volbách v roce 1901 byl zvolen do Českého zemského sněmu v kurii velkostatkářské. Politicky se uvádí coby člen Strany ústavověrného velkostatku. Mandát obhájil ve volbách v roce 1908, opět za velkostatkářskou kurii.
Již koncem 19. století se zapojil i do celostátní politiky. Ve volbách do Říšské rady roku 1897 byl zvolen do Říšské rady (celostátní zákonodárný sbor) za velkostatkářskou kurii v Čechách. Poslanecké křeslo obhájil ve volbách do Říšské rady roku 1901. Uspěl i ve volbách do Říšské rady roku 1907, konaných poprvé podle všeobecného a rovného volebního práva. Byl zvolen za obvod Čechy 113 (Žatec, Chomutov, Hora Svatého Šebestiána). Usedl do poslaneckého klubu Německý národní svaz, v jehož rámci reprezentoval Německou agrární stranu. Mandát získal za týž obvod i ve volbách do Říšské rady roku 1911, když porazil v užší volbě německého sociálního demokrata Josefa Bartha. Profesně byl k roku 1911 uváděn jako majitel statku. Působil jako předseda klubu německých agrárníků na Říšské radě.
Podílel se na založení Německé agrární banky pro Rakousko v Praze a byl prezidentem její správní rady. Zastával též funkci předsedy dozorčí rady Německého hospodářského ústředního svazu (Zentralverband) v Praze.
Zemřel v srpnu 1917 na léčebném pobytu ve Františkových Lázních.